# 트리뇨강
트리뇨강(이탈리아어: Trigno)은 이탈리아 캄포바소도, 키에티도, 이세르니아도에 있는 강이다. 알프스산맥가 발원지이며 바스토 근처의 아드리아해 쪽으로 흐른다. 아브루초주와 몰리세주의 경계 역할을 하기도 한다.